# Romadinotte
Romadinotte è un singolo rap inciso da Antonello Fassari nel 1984.

## Descrizione
Il brano è stato scritto e interpretato dall'attore e comico romano Antonello Fassari, autore del testo, su base elaborata da Lele Marchitelli, Danilo Rea e Pasquale Minieri. Una versione remixata dal dj Faber Cucchetti viene inclusa nel lato B del disco. 
La canzone è stata ripresa nel 2012 in un episodio della serie televisiva I Cesaroni, fingendo che i Flaminio Maphia avessero rubato il pezzo ai Gladiators, gruppo rap fittizio che nella fiction è formato da Ezio Masetti (Max Tortora), Cesare Cesaroni (Antonello Fassari) e Giulio Cesaroni (Claudio Amendola).

## Tracce
1. Romadinotte - 6:20
2. Romadinotte (Scratch Re-Mixed Version) - 5:30